# Tommaso Nasini

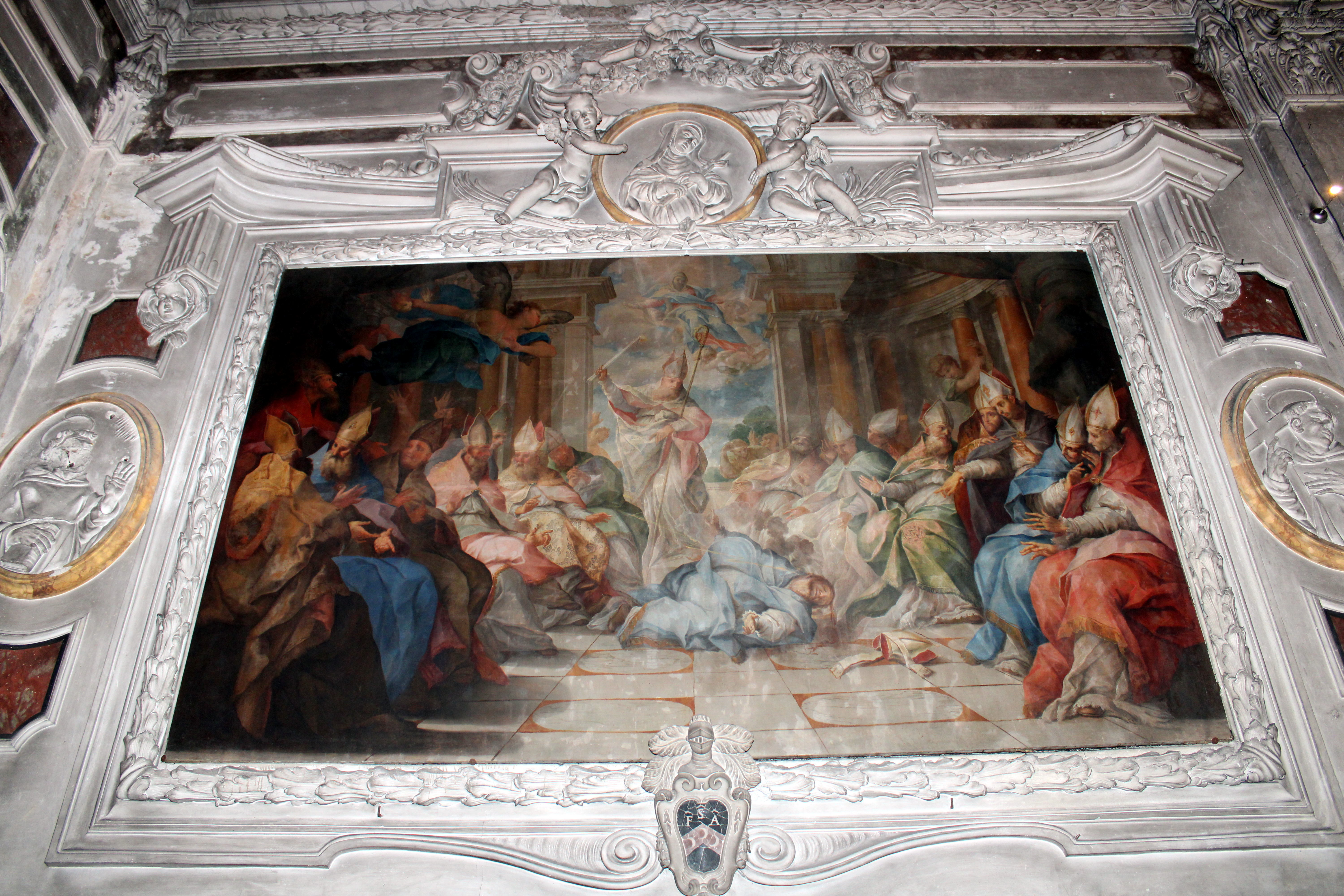
Giuseppe Nicola e Tommaso Nasini, Eresia di Nestorio (1695), chiesa del Carmine di Pisa

Tommaso Nasini (Castel del Piano, 21 aprile 1663 – Foligno, 5 ottobre 1746) è stato un pittore italiano, esponente del barocco toscano.

## Biografia
Figlio primogenito di Antonio Annibale ed Eufrasia Bassi, fratello di Giacomo Francesco, nacque a Castel del Piano nel 1663 in una famiglia di illustri pittori.
Iniziò come apprendista nella bottega dello zio Francesco e si stabilì poi a Roma, insieme al cugino Giuseppe Nicola, per studiare nella bottega di Ciro Ferri. Premiato all'Accademia di San Luca nel 1679 e nel 1680, fu ammesso nel 1681 all'Accademia medicea diretta da Ferri. Dal 1686 al 1689 perfezionò i suoi studi a Venezia, insieme ai cugini Antonio e Giuseppe Nicola.
Nell'ultimo decennio del XVII secolo affiancò Giuseppe Nicola in vari interventi in Toscana, e si ricordano in particolare modo le decorazioni per la chiesa di Santa Maria del Carmine di Pisa, e per Palazzo Medici Riccardi e palazzo Pitti a Firenze.
Tra la fine del secolo e gli inizi di quello successivo si trasferì a Foligno, dove realizzò numerose opere, molte delle quali andate perdute. Una tela raffigurante l'Annuncio della Passione, firmata e datata 1744, è conservata presso l'abbazia di Sassovivo. Disegnò gli stemmi di storiche casate folignate in due codici manoscritti, custoditi presso l'Archivio di Stato di Foligno, dal titolo Arme antica della città di Foligno e delle famiglie nobili estinte raccolte dà Francesco Nuti e delineate Tomasso Nasini.